# Коломийський аеродром
Коломийський аеродром (також відомий як Коломийська авіабаза) — раніше повністю військовий аеродром (зараз ― спільного використання).
До 2004 р. був місцем базування полку розвідувальної авіації. Загальна площа летовища ― 400 га. Злітна смуга ― 2500×60 м. З 2016 р. використовується МОУ в режимі бойового чергування.

## Історія
В 1948 році радянські військові льотчики Петро Пирогов і Анатолій Барсов вилетівши на своєму Ту-2 з авіабази «Коломия», здійснили посадку на аеродромі «Кемп-Маккоулі» американської авіабази «Фоглер» в Австрії. Льотчики ставили за мету втекти з СРСР і потрапити в Вірджинію.
На авіабазі протягом 1953—2004 рр. базувався 48-й окремий гвардійський Нижньодністровський ордену Суворова розвідувальний авіаційний полк. Який мав на озброєнні розвідники Іл-28 (1953), Як-25 (1959), Як-Як-27Р, Як-28Р (1962), МіГ-25РБ, СУ-24МР (1987). Після розформування частини, що обслуговувала розвідполк, була створена 108-ма авіаційна комендатура (в/ч А0742).
За свідченнями командира військової частини Баранова, у 80-х рр. з аеродрому здійснювалось перевезення особового складу на строкову службу на Іл-86 у країни Варшавського договору.
На початку 80-х на аеродромі знімались епізоди фільму «Три відсотки ризику», головні ролі у якому зіграли радянські актори Лавров Кирило Юрійович та Дем'яненко Олександр Сергійович.
В 1994 році на аеродром до 48-го полку була передана ескадрилья на Су-24МП з розформованого 118 ОАП РЕБ з Чорткова. Цей тип літаків перебував в Коломиї до 1997 року і надалі його переведено в Миколаїв.
В 1996 році літаки Міг-25РБ були зняті з озброєння і виведені в Запоріжжня на зберігання, частина яких і до сьогодні там знаходиться. Кілька МіГів стали еспонатами музею у Вінниці та Жулянах.
В січні 1997 року 48-й полк перевчився на Су-17М4Р, ескадрилью яких отримав з Лиманського.
У вересні 1998 р. на аеродромі сталась авіакатастрофа Су-17.
В 2003 році, перед розформуванням 48 ОГРАП отримав 9 СУ-24МР 511 ОРАП з авіабази Буялик, який розформували раніше за коломийський полк.
В 2004 році після розформування полку, що тут базувався, частина літаків Су-17М4Р була утилізована, частина відправлена в Запоріжжя на базу зберігання. Су-24МР ввійшли до складу розвідувальної ескадрильї 7 БАП на авіабазу Староконстянтинів.
З 2007 р. аеродром відповідно до Наказу МОУ/МТЗУ перетворено в аеродром спільного використання військовою та цивільною авіацією України.
Під час повені 2008 року на аеродром здійснювалась евакуація постраждалих людей гелікоптером Мі-8.
8–9 жовтня 2009 р. за участю командувача Повітряних сил Івана Руснака відбулись багатоцільові навчання, в яких взяли участь вантажні літаки та штурмовики штурмовики Су-25 з Миколаєва та винищувачі МіГ-29 з Івано-Франківська.
Надалі були поодинокі навчання франківських МіГ та L-39 Альбатрос.
Компанія «Нордекс», як експлуатант аеродрому, взяла на себе зобов'язання узгодити з Міністерством оборони України подальшої розбудови інфраструктури. Компанія планує організувати цивільний сектор, де здійснювалося б обслуговування пасажирів та вантажних перевезень. Щодо пасажирських перезень заплановано будівництво аеровокзального комплексу з відповідною інфраструктурою.
Компанія «Нордекс» провела переговори з базовим інститутом цивільної авіації України «Украеропроект» на предмет обстеження аеродрому, підготовки документації для його реконструкції і модернізації відповідно до вимог цивільної авіації.
На експлуатанта аеродрому спільного використання «Коломия» покладено завдання із забезпечення розробки Інструкції з виконання польотів цивільної авіації в районі аеродрому, погодження її з командувачем Повітряних Сил Збройних Сил України та заступником Державної авіаційної адміністрації України та внесення даних аеродрому до збірника аеронавігаційної інформації цивільної авіації.
Майбутній аеропорт планується використовувати для обслуговування туристичної інфраструктури.
Насиченим для аеродрому став 2016 рік. В липні у рамках проведення командно-штабних навчань було здійснено перебазування бойових літаків — легких фронтових винищувачів МіГ-29 і навчально-бойового літака Л-39 «Альбатрос» з Івано-Франківська в Коломию із заступом на бойове чергування.
Протягом літа 2016 року на летовище прибували Ан-26 з Чугуєва з особовим складом ХНУПС, які здійснювали підготовку аеродрому до навчань курсантів 3 курсу льотного факультету, що відбулись в серпні-жовтні на літаках Л-39.
В перший день повномасштабного вторгнення, на світанку 24 лютого аеродром в селі Корнич на Коломийщині зазнав ракетного удару. Перші вибух було чутно о 5:30 ранку. Близько 8 години пролунали нові вибухи.
11 серпня 2023 року аеродром був атакований 3 російськими ракетами "Кинджал".

## Світлини та відео
- http://spotters.net.ua/search/?location=Kolomyia+-+(UKLO) [Архівовано 16 лютого 2017 у Wayback Machine.]
- https://web.archive.org/web/20170216054544/http://wartime.org.ua/31758-48-ograp-kolomiya.html
- Навчальні вильоти 1996 р. [Архівовано 16 лютого 2017 у Wayback Machine.]

## Медіа
На початку 80-х рр. на аеродромі знімались епізоди фільму «Три відсотки ризику», головні ролі у якому зіграли радянські актори Лавров Кирило Юрійович та Дем'яненко Олександр Сергійович.